# All'armi, siam fascisti!
All'armi, siam fascisti! è un documentario italiano del 1962 diretto da Lino Del Fra, Lino Miccichè e Cecilia Mangini.

## Contenuto
All'armi, siam fascisti! nacque in seno alle proteste anti-fasciste per l'adesione alla coalizione di governo del Movimento Sociale Italiano. Realizzato con materiali d'archivio provenienti dai cinquant'anni precedenti (1911-1961), il film è un found footage che racconta il fascismo e i suoi elementi di continuità nel dopoguerra.

## Produzione
Il film fu commissionato dal Partito Socialista Italiano. Per raccogliere i materiali di repertorio, i registi furono costretti a rivolgersi prevalentemente ad archivi stranieri, visto l'iniziale boicottaggio del film da parte dell'Istituto Luce. La narrazione fu scritta da Franco Fortini.

## Ricezione
Il film venne proiettato alla Mostra del Cinema di Venezia. Ebbe poi diversi problemi con la censura, anche a causa dei litigi con l'Istituto Luce, che fecero posticipare l'uscita di diverse settimane. Durante una proiezione del film al cinema Quattro Fontane di Roma, un gruppo neofascista irruppe durante la proiezione per interromperla. Nonostante queste traversie, il film ebbe un buon risultato di pubblico e di critica. Il successo del film spinse Del Fra e Mangini a dedicarsi a un altro film found footage, Stalin, poi disconosciuto.